# Котел
Ко́тел (болг. Котел) — город в Болгарии. Находится в Сливенской области, административный центр общины Котел. Население составляет 5317 человек (2022).
Город расположен в котловине в восточной части гор Стара-Планина, в 72 км северо-восточнее областного центра — города Сливен. Котел третий по численности населения город в Сливенской области после Сливена и Нова-Загоры.

## Политическая ситуация
Кмет (мэр) общины Котел — Христо Русев Киров (коалиция партий: национальное движение «Симеон Второй» (НДСВ) и движение «За права и свободы» (ДПС)) по результатам выборов. (Не верно: с 2017 кмет Коста Каранашев, партия ГЕРБ)

## Галерея

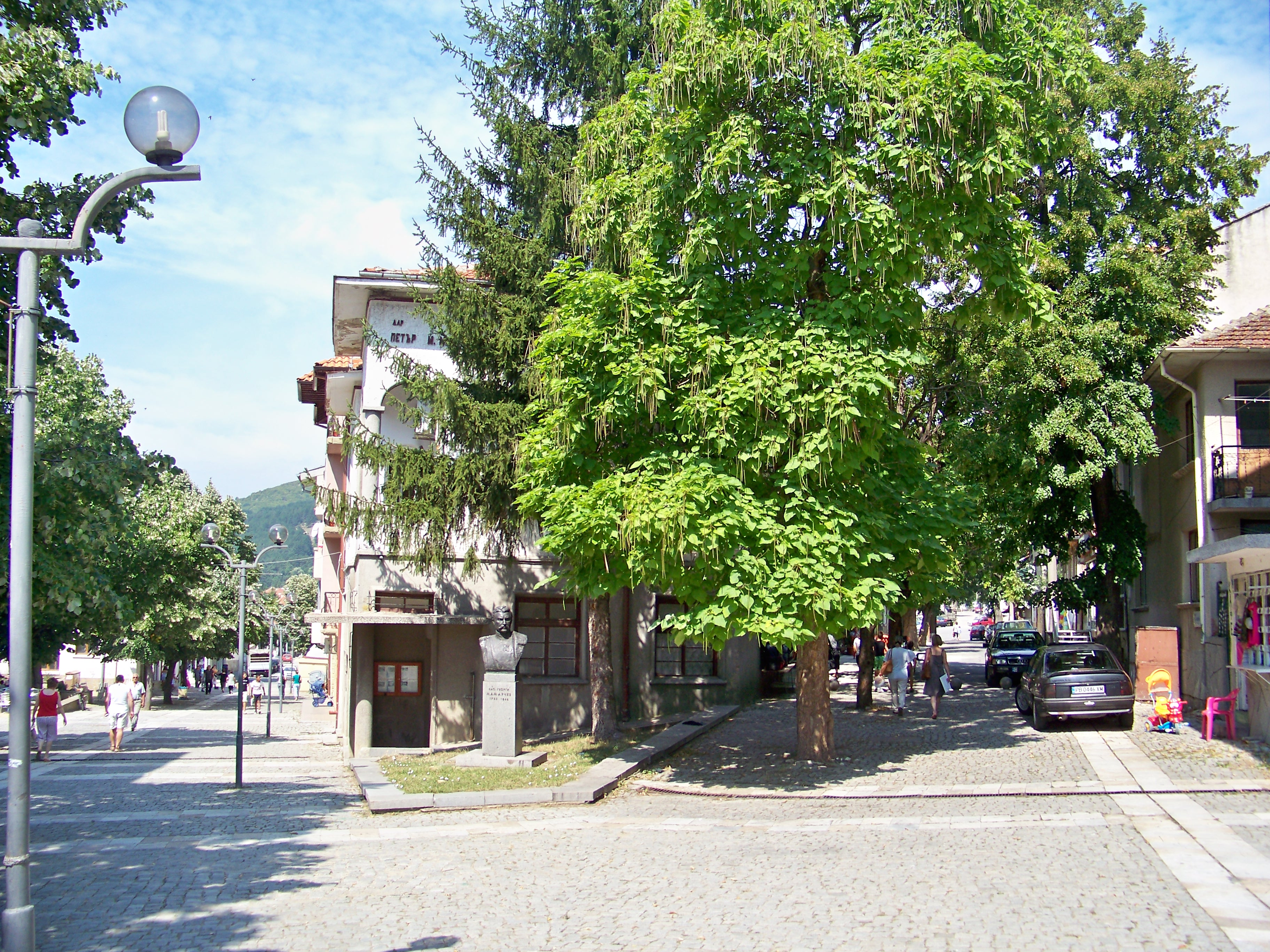
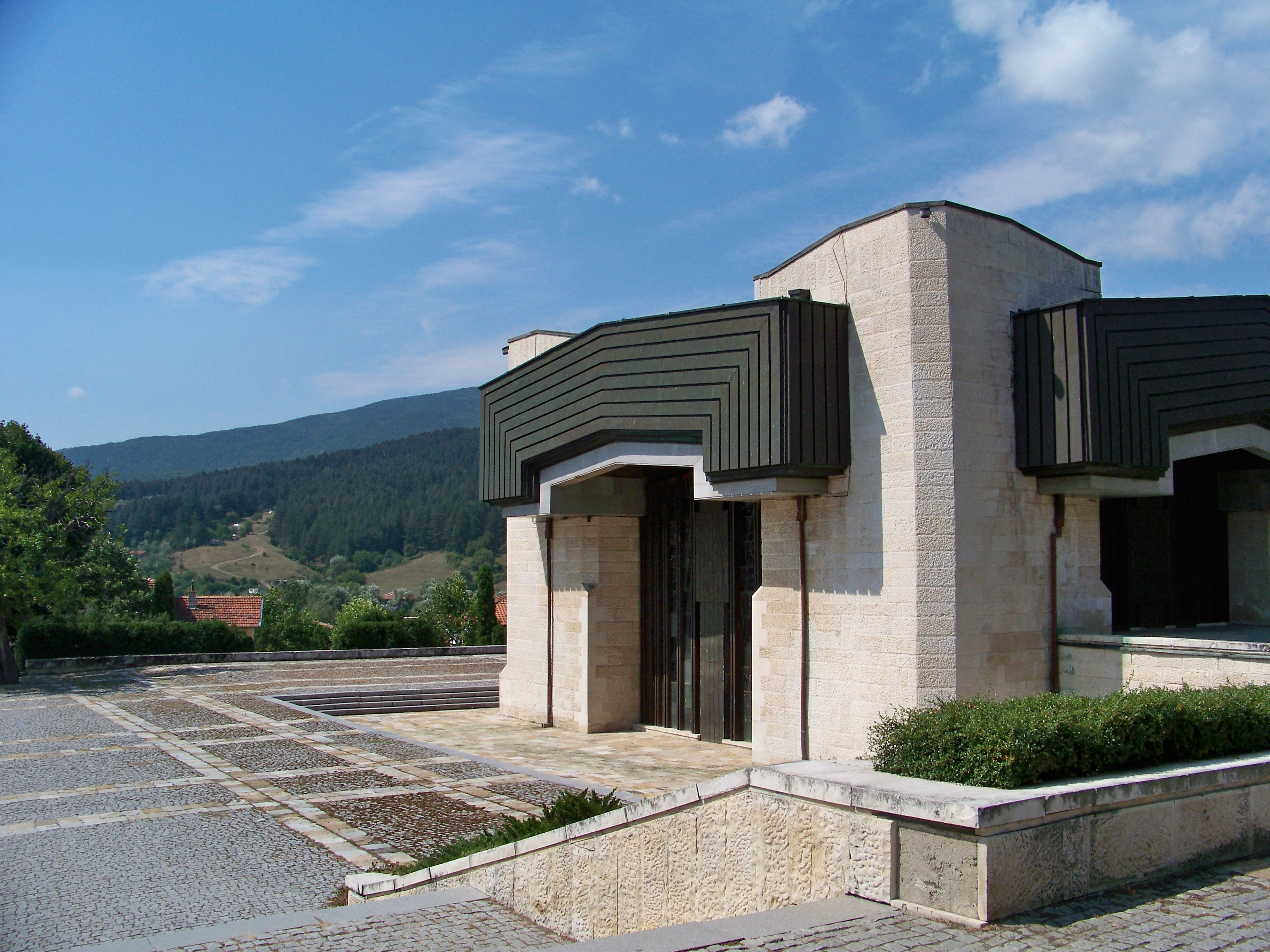
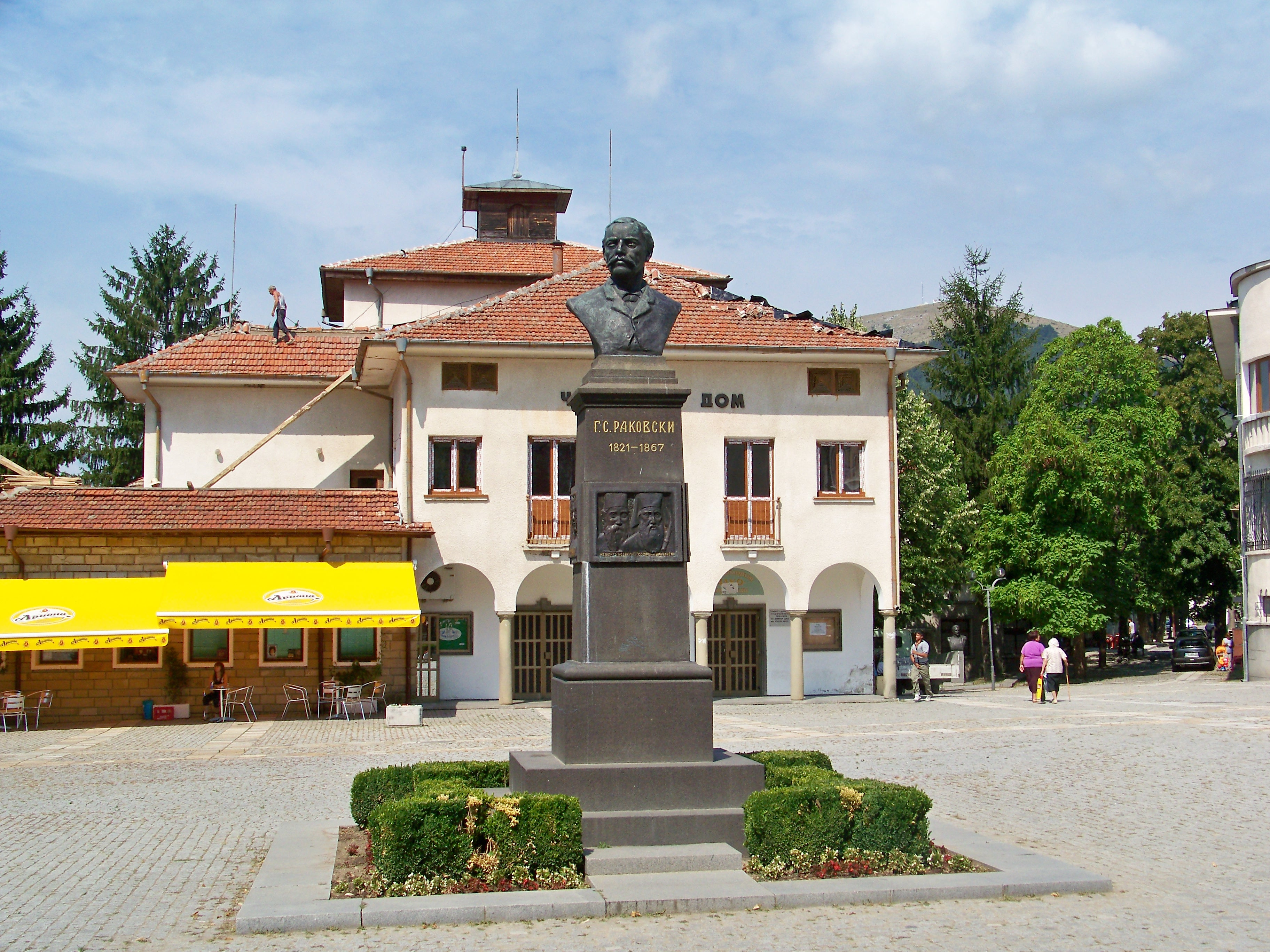
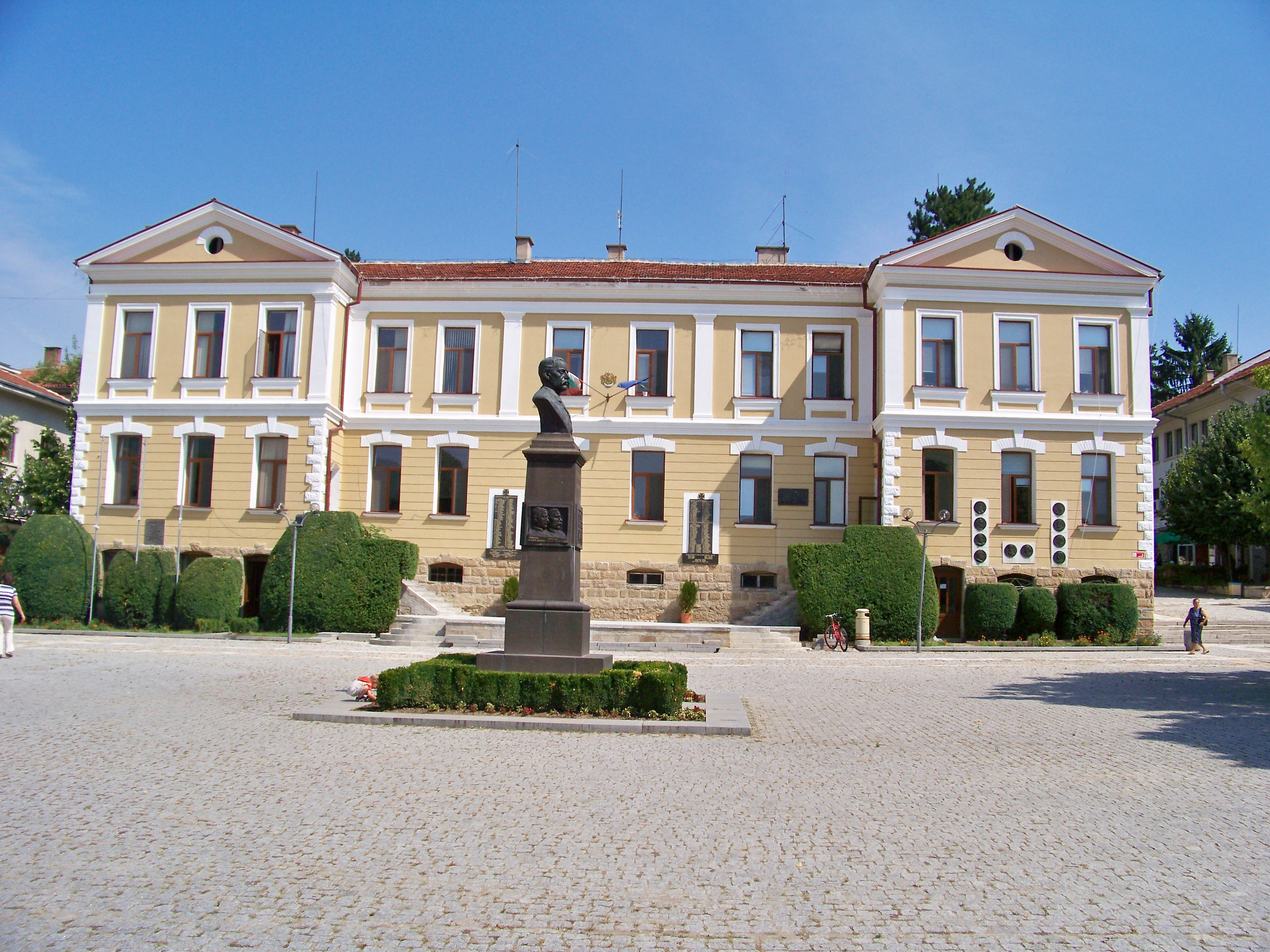

## Уроженцы
- Петр Берон
- Неофит Бозвели
- Софроний Врачанский
- Гюров, Георги Иванов
- Раковский, Георгий
- Раковский, Христиан Георгиевич
- Илия Йосифов